# Gawar (langue)
Le gawar (ou gauar, gawar, gouwar, kortchi, ma-gavar, rtchi) est une langue tchadique du groupe biu-mandara, parlée dans l'Extrême-Nord du Cameroun, dans le département du Mayo-Tsanaga, l'arrondissement de Mokolo, le canton de Mogodé, autour de Gawar.  Quelques locuteurs isolés vivent également dans le village de montagne de Kortchi.
En 2010, environ 15 000 personnes parlaient le gawar.

## Écriture
| a | b  | ɓ   | c  | d | ɗ  | dz  | e  | ə | f  | g | gb | gh | ghw | gw | h  | hw | i | j  | k | kp | kw | l  | m  | mb | mgb |
| n | nd | ndz | nj | ŋ | ŋg | ŋgw | ŋw | p | pt | r | s  | sh | sl  | t  | ts | u  | v | vb | w | y  | z  | zh | zl | ʼ  | ʼw  |